# マーク・ペイトン
マーク・デビッド・ペイトン（Mark David Payton, 1991年12月7日 - ）は、アメリカ合衆国イリノイ州オーランドパーク出身のプロ野球選手（外野手）。左投左打。
代理人はオクタゴン・ワールドワイド。

## 経歴

### プロ入り前
2010年のMLBドラフト21巡目でミネソタ・ツインズから指名されたが、契約せずにテキサス大学オースティン校に進学した。3年次の2013年にもMLBドラフト16巡目でクリーブランド・インディアンスから指名されたが、契約しなかった。

### プロ入りとヤンキース傘下時代

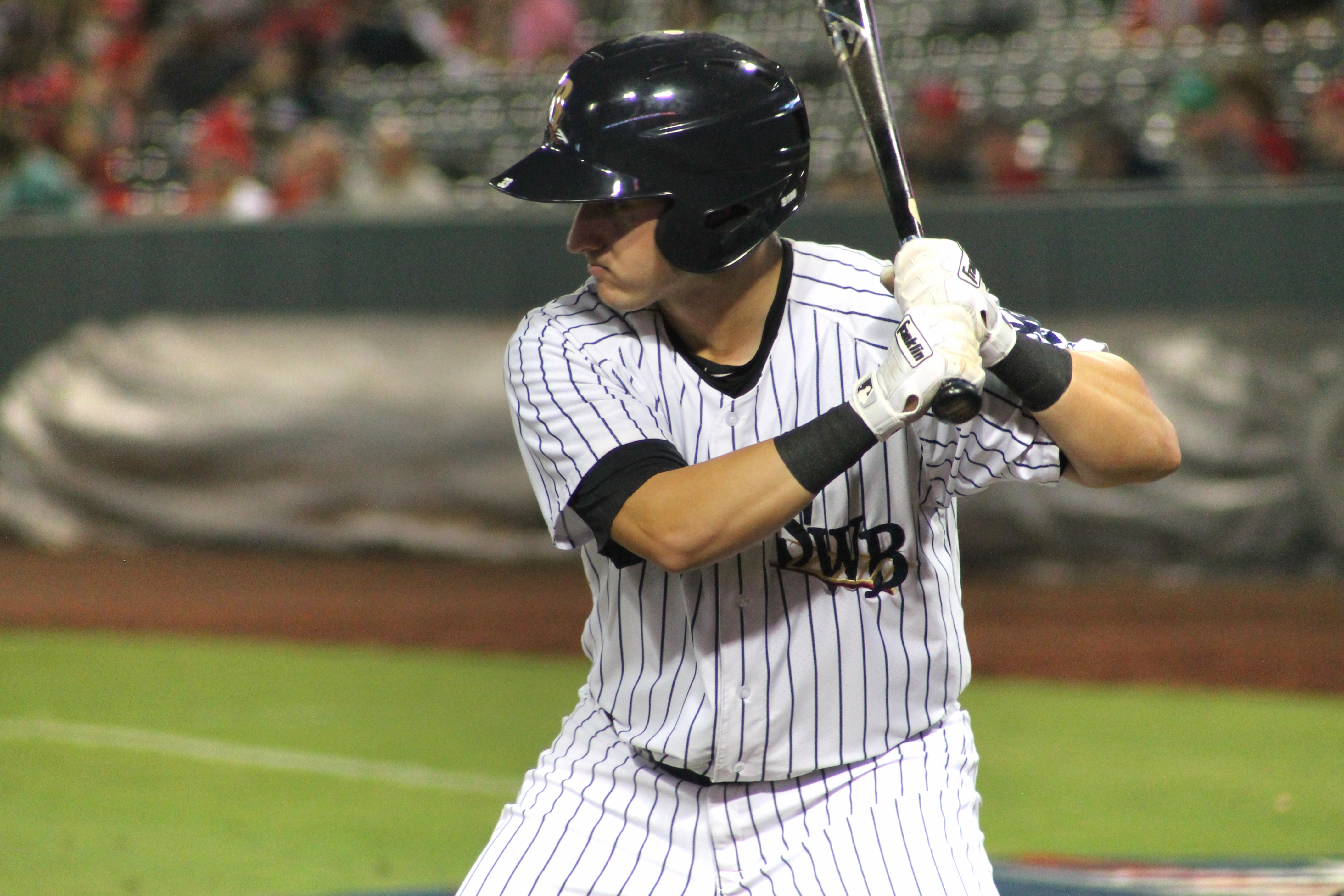
AAA級スクラントン時代（2016年9月20日）

2014年のMLBドラフト7巡目（全体212位）でニューヨーク・ヤンキースから指名され、プロ入りする。
2015年はA級タンパ・ターポンズとAA級トレントン・サンダーに所属した。
2016年はA級タンパ、AA級トレントン、AAA級スクラントン・ウィルクスバリ・レイルライダースでプレーし、合計123試合の出場で打率.282、10本塁打、62打点、11盗塁を記録した。
2017年はAA級トレントン、AAA級スクラントンでプレーし、合計94試合の出場で打率.256、6本塁打、23打点、4盗塁を記録した。
2018年はAAA級スクラントンのみでプレーし、62試合の出場で打率.259、6本塁打、25打点、2盗塁を記録した。

### アスレチックス傘下時代
2018年オフにルール・ファイブ・ドラフトでオークランド・アスレチックスに移籍する。
2019年はAAA級ラスベガス・アビエイターズでプレー。118試合の出場で打率.334、30本塁打、97打点を記録。オフの10月10日には第2回WBSCプレミア12のアメリカ合衆国代表に選出された。

### レッズ時代
2019年12月12日にルール・ファイブ・ドラフトでシンシナティ・レッズに移籍する。
2020年8月22日にメジャーに昇格し、その日のセントルイス・カージナルス戦でメジャーデビューを果たす。
2021年は24試合の出場で打率.182と結果を残せず、7月19日にDFAとなった。

### メッツ傘下時代
2021年7月24日に金銭トレードでニューヨーク・メッツに移籍し、同日中にAAA級シラキュース・メッツへ配属された。メッツではメジャーに昇格することはなかった。11月30日にDFAとなり、同日中にFAとなった。

### ホワイトソックス時代
2022年3月28日にシカゴ・ホワイトソックスとマイナー契約を結び、スプリングトレーニングには招待選手として参加した。4月5日にAAA級シャーロット・ナイツへ配属され、開幕を迎えた。9月2日にメジャー契約を結んだ。9月5日にオプションでAAA級シャーロットに降格した。9月24日にメジャーに再昇格した。最終的にメジャーでは8試合の出場で打率.143、1打点だった。11月18日にFAとなった。11月21日にホワイトソックスとマイナー契約で再契約を結んだが、12月28日にFAとなった。

### 西武時代
2022年12月24日に埼玉西武ライオンズが獲得を発表した。背番号は10。
2023年3月31日のオリックス・バファローズ戦に先発出場し、NPB初出場を果たした。4月29日の東北楽天ゴールデンイーグルス戦で左翼を守っていた際、島内宏明の左越えの飛球のジャンピングキャッチを試みるも捕れず、さらには着地時に足を負傷して立ち上がれず、ランニング本塁打を許した。自力でベンチまでは戻れたものの負傷による途中交代になった。3・4月の打率が2割を切る不調にも陥っており、翌日に登録抹消となった。二軍調整の末、7月22日に一軍に復帰し、好調な打撃を見せた期間もあったが、最終的な成績は、出場57試合で打率.215、5本塁打、22打点にとどまった。10月末に自由契約選手として公示された。

### ホワイトソックス傘下時代
2023年11月28日、西武入団前に所属したホワイトソックスとマイナー契約を結んだ。

## 詳細情報

### 年度別打撃成績
| 年 度    | 球 団    | 試 合 | 打 席 | 打 数 | 得 点 | 安 打 | 二 塁 打 | 三 塁 打 | 本 塁 打 | 塁 打 | 打 点 | 盗 塁 | 盗 塁 死 | 犠 打 | 犠 飛 | 四 球 | 敬 遠 | 死 球 | 三 振 | 併 殺 打 | 打 率 | 出 塁 率 | 長 打 率 | O P S |
| -------- | -------- | ----- | ----- | ----- | ----- | ----- | -------- | -------- | -------- | ----- | ----- | ----- | -------- | ----- | ----- | ----- | ----- | ----- | ----- | -------- | ----- | -------- | -------- | ----- |
| 2020     | CIN      | 8     | 20    | 18    | 0     | 3     | 1        | 0        | 0        | 4     | 0     | 1     | 0        | 0     | 0     | 2     | 0     | 0     | 5     | 1        | .167  | .250     | .222     | .472  |
| 2021     | CIN      | 24    | 24    | 22    | 2     | 4     | 0        | 0        | 0        | 4     | 0     | 0     | 0        | 0     | 0     | 2     | 0     | 0     | 7     | 0        | .182  | .250     | .182     | .432  |
| 2022     | CWS      | 8     | 25    | 21    | 3     | 3     | 0        | 0        | 0        | 3     | 1     | 0     | 0        | 0     | 0     | 4     | 0     | 0     | 4     | 0        | .143  | .280     | .143     | .423  |
| 2023     | 西武     | 57    | 225   | 205   | 18    | 44    | 8        | 0        | 5        | 67    | 22    | 1     | 2        | 3     | 2     | 14    | 0     | 1     | 46    | 6        | .215  | .266     | .327     | .593  |
| MLB：3年 | MLB：3年 | 40    | 69    | 61    | 5     | 10    | 1        | 0        | 0        | 11    | 1     | 1     | 0        | 0     | 0     | 8     | 0     | 0     | 16    | 0        | .164  | .261     | .180     | .441  |
| NPB：1年 | NPB：1年 | 57    | 225   | 205   | 18    | 44    | 8        | 0        | 5        | 67    | 22    | 1     | 2        | 3     | 2     | 14    | 0     | 1     | 46    | 6        | .215  | .266     | .327     | .593  |

- 2023年度シーズン終了時

### 年度別守備成績
| 年 度 | 球 団 | 中堅（CF） | 中堅（CF） | 中堅（CF） | 中堅（CF） | 中堅（CF） | 中堅（CF） | 左翼（LF） | 左翼（LF） | 左翼（LF） | 左翼（LF） | 左翼（LF） | 左翼（LF） | 右翼（RF） | 右翼（RF） | 右翼（RF） | 右翼（RF） | 右翼（RF） | 右翼（RF） | 外野  | 外野  | 外野  | 外野  | 外野  | 外野     |
| 年 度 | 球 団 | 試 合      | 刺 殺      | 補 殺      | 失 策      | 併 殺      | 守 備 率   | 試 合      | 刺 殺      | 補 殺      | 失 策      | 併 殺      | 守 備 率   | 試 合      | 刺 殺      | 補 殺      | 失 策      | 併 殺      | 守 備 率   | 試 合 | 刺 殺 | 補 殺 | 失 策 | 併 殺 | 守 備 率 |
| ----- | ----- | ---------- | ---------- | ---------- | ---------- | ---------- | ---------- | ---------- | ---------- | ---------- | ---------- | ---------- | ---------- | ---------- | ---------- | ---------- | ---------- | ---------- | ---------- | ----- | ----- | ----- | ----- | ----- | -------- |
| 2020  | CIN   | -          | -          | -          | -          | -          | -          | 6          | 6          | 0          | 0          | 0          | 1.000      | -          | -          | -          | -          | -          | -          | -     | -     | -     | -     | -     | -        |
| 2021  | CIN   | -          | -          | -          | -          | -          | -          | 1          | 2          | 0          | 0          | 0          | 1.000      | 4          | 4          | 0          | 1          | 0          | .800       | -     | -     | -     | -     | -     | -        |
| 2022  | CWS   | 1          | 1          | 0          | 0          | 0          | 1.000      | 6          | 10         | 0          | 0          | 0          | 1.000      | 3          | 0          | 0          | 0          | 0          | ----       | -     | -     | -     | -     | -     | -        |
| 2023  | 西武  | -          | -          | -          | -          | -          | -          | -          | -          | -          | -          | -          | -          | -          | -          | -          | -          | -          | -          | 55    | 101   | 0     | 3     | 0     | .971     |
| MLB   | MLB   | 1          | 1          | 0          | 0          | 0          | 1.000      | 13         | 18         | 0          | 0          | 0          | 1.000      | 7          | 4          | 0          | 1          | 0          | .800       | -     | -     | -     | -     | -     | -        |
| NPB   | NPB   | -          | -          | -          | -          | -          | -          | -          | -          | -          | -          | -          | -          | -          | -          | -          | -          | -          | -          | 55    | 101   | 0     | 3     | 0     | .971     |

- 2023年度シーズン終了時

### 記録

#### NPB
初記録
- 初出場・初先発出場：2023年3月31日、対オリックス・バファローズ1回戦（ベルーナドーム）、1番・中堅手で先発出場
- 初打席：同上、1回裏に山下舜平大から空振り三振
- 初安打：2023年4月1日、対オリックス・バファローズ2回戦（ベルーナドーム）、1回裏に山﨑福也から中前安打
- 初本塁打・初打点：2023年4月6日、対東北楽天ゴールデンイーグルス3回戦（楽天モバイルパーク宮城）、2回表に田中将大から右越ソロ[9]
- 初盗塁：2023年4月11日、対千葉ロッテマリーンズ1回戦（ベルーナドーム）、6回裏に二盗（投手：中森俊介、捕手：松川虎生）

### 背番号
- 34（2020年 - 2021年）
- 46（2022年）
- 10（2023年）

### 代表歴
- 2019 WBSCプレミア12 アメリカ合衆国代表